# Howard Wolowitz
Howard Joel Wolowitz è un personaggio della sitcom The Big Bang Theory interpretato da Simon Helberg e doppiato in italiano da Federico Di Pofi.
È un ingegnere aerospaziale, membro del Dipartimento di Fisica Applicata alla Caltech. Come Raj, il suo migliore amico, frequenta abitualmente l'appartamento di Leonard e Sheldon. È l'unico del gruppo senza PhD, ma ha realizzato comunque uno dei suoi sogni da bambino, che condivide con gli altri scienziati del gruppo: è stato infatti un astronauta (con il soprannome di Froot Loops) ed è andato sulla Stazione spaziale internazionale.

## Biografia
Howard è molto attaccato alla madre (di cui si sente solo la voce fuori campo e che non compare mai in scena, fatta eccezione per alcune fotografie di lei da giovane e parte del corpo in secondo piano mentre cammina in cucina, ma da come la descrive Howard, è una donna molto grassa e brutta) sebbene ci litighi di continuo in quanto è stato abbandonato dal padre, Sam, all'età di undici anni. Nonostante la possibilità di andarsene di casa, ha continuato a vivere con lei, anche a causa dei continui sensi di colpa che gli faceva venire, incarnando lo stereotipo del maschio adulto ebreo. Anche una volta sposato ha continuato a dormire spesso con Bernadette nella sua cameretta, salvo finalmente traslocare definitivamente nella casa dove sua moglie viveva da sola, per poi trasferirsi di nuovo nella sua casa natale dopo la morte della madre.
Ha perso la verginità con la sua cugina di secondo grado Jeanie, la quale è apparsa in un episodio dell'ottava stagione della serie.
Riguardo ai precetti religiosi, sebbene la sua famiglia sia decisamente tradizionalista, lui li infrange continuamente (ad esempio mangia spesso piatti a base di carne di maiale).
Ha una laurea magistrale in ingegneria aerospaziale conseguita al MIT. Nell'edizione italiana della prima stagione era stato definito impropriamente master (traduzione errata di "master degree"), mentre nella seconda stagione la traduzione è stata allineata con la corretta denominazione secondo l'attuale ordinamento universitario italiano. Il fatto di essere l'unico degli scienziati protagonisti a non avere un dottorato di ricerca è motivo di derisione da parte degli altri, i quali sottolineano in più occasioni che lui è l'unico che non può essere chiamato "dottore". Quando però diventa un astronauta, partecipando ad una missione sulla stazione spaziale internazionale, si rifà sugli altri perché è l'unico ad aver compiuto un desiderio comune a tutti; ciononostante Sheldon lo ha sempre considerato inferiore perché un semplice ingegnere, ma, dopo un tentativo di diventare amici e un volo in aereo che ha fatto temere entrambi per la vita, si avvicinano e il fisico lo considererà un vero amico e non un "piacevole conoscente".

## Personalità
A differenza di quello che è il tipico stereotipo dei nerd, Howard nutre un grande interesse verso le donne. Si considera inoltre un grande seduttore, ma in realtà le donne sono disgustate da lui, non solo per il suo aspetto, ma anche per le sue continue allusioni sessuali. Una sera, sotto effetto di marijuana, rivelerà a Leonard e Raj di aver perso la verginità con una sua cugina dopo il funerale del padre di quest'ultima.
Come gli altri protagonisti della serie, anche il look di Howard è costante in tutti gli episodi: indossa sempre maglie molto aderenti con un colletto dolcevita, che ne mettono in risalto la postura leggermente gobba. Porta sempre jeans aderenti o comunque pantaloni stretti con una cintura ed una fibbia il cui aspetto viene dal mondo dei fumetti e dei videogiochi, come Pacman o il simbolo di Batman. Si può notare come ogni puntata ne abbia una diversa, infatti ne possiede almeno un centinaio. Un'altra caratteristica del personaggio è la sua pettinatura a caschetto, che insieme al suo abbigliamento gli conferisce un look anacronistico, tipico degli anni sessanta. Ha una grande passione per il cantante Neil Diamond ed è fortemente allergico alle arachidi.
Howard conosce la lingua dei segni americana, il klingon e altre cinque lingue (tra cui il russo e il cinese anche se non benissimo), di cui usa alcune frasi per abbordare le ragazze. È anche molto bravo nel fare imitazioni, sia degli amici, in particolare Raj, sia dei personaggi famosi, come Nicolas Cage e Stephen Hawking.
Howard, durante la serie, crescerà moltissimo in maturità e carattere, al punto da diventare un marito e un padre responsabile e corretto, ben lontano dal sedicente e fallimentare playboy e viveur dell'inizio. Pur mantenendo un lato infantile e talvolta ridicolo, in accordo con il target della serie, saranno sempre meno le battute di cui è oggetto e sempre più frequenti i momenti in cui si dimostrerà affidabile e serio, nonché velatamente imbarazzato dalla mancanza di senso comune degli amici.
Come regalo di nozze per Sheldon ed Amy, convincerà Mark Hamill, di cui ha casualmente ritrovato il cane, a celebrare la cerimonia.

## Legami personali
Ha un rapporto molto conflittuale con la madre, che si rivolge a lui trattandolo come un bambino e mettendolo spesso in imbarazzo di fronte ai suoi amici, trattenendolo in casa con i sensi di colpa. Nonostante dica spesso di voler andare via di casa, anche dopo il matrimonio non ha ancora traslocato del tutto. Ha impiegato molto tempo nel convincerla a lasciarlo partire per la Stazione Spaziale Internazionale, cosa che farà nell'ultima puntata della quinta stagione.
Il suo migliore amico è Raj e stanno sempre insieme, tant'è che la neuroscienziata Beverly Hofstadter, la madre di Leonard, ritiene il loro rapporto assimilabile ad un "surrogato di matrimonio omosessuale".
Dalla terza stagione si fidanza con Bernadette, amica e collega di Penny alla Fabbrica del Cheesecake. Successivamente, nell'ultimo episodio della quinta stagione, si sposano sul tetto del palazzo di Leonard e Sheldon, con loro due come testimoni ed officianti delle nozze insieme a Raj, Penny ed Amy. Subito dopo il matrimonio, Howard parte per la Stazione Spaziale Internazionale. Una volta tornato sulla Terra, nonostante il matrimonio, continua a vivere tra la sua vecchia casa e l'appartamento di Bernadette, che dovrebbe essere la loro casa da sposati.
Il suo rapporto con Penny inizia conflittualmente, a causa delle sue avance, che lei rifiuterà e che la porteranno a dichiarare più volte di essere disgustata da Howard, al punto da colpirlo con un pugno quando lui ha provato a baciarla. Tuttavia i rapporti con Penny miglioreranno nel corso della serie, al punto da far riconoscere a Penny che la dimostrazione d'amore di Howard per Bernadette nel momento più fragile del loro fidanzamento porta la ragazza a considerare l'ingegnere positivamente e come un amico. Il ragazzo, infatti, rispetto ai tre amici scienziati, ha un'evoluzione caratteriale radicale: da ragazzino con un modo d'approccio con le donne che ha spesso rischiato di raffigurarlo come un maniaco sessuale è diventato infatti un uomo responsabile.
Non vede il padre da quando, all'età di undici anni, ha abbandonato lui e la madre e per questo, nonostante abbia passato interi pomeriggi alla finestra sperando che tornasse, non vuole sapere più nulla di lui, visto quanto ha fatto stare male soprattutto sua madre. Si rifiuta persino di leggere una lettera che gli ha inviato al suo diciottesimo compleanno, che nella sesta stagione deciderà di bruciare dopo che Sheldon l'avrà accidentalmente letta.
Nella quindicesima puntata dell'ottava stagione perde la madre, morta nel sonno mentre si trovava dai parenti in Florida, mentre nella ventesima conosce il suo fratellastro da parte del padre, Josh.
Ha un grande desiderio di avere dei figli, perché vorrebbe essere il padre presente e affettuoso che lui non ha mai avuto, ma questo desiderio si scontra spesso con il disinteresse e il disprezzo di Bernadette per i bambini. Nella nona stagione, Bernadette rimane incinta. Quando il marito scopre la notizia, è felice ma allo stesso tempo terrorizzato per i costi da affrontare nell'allevare un bambino e così si fa aiutare da Sheldon e Leonard per realizzare un progetto che gli permetterà di guadagnare abbastanza soldi ed essere un buon padre. Nella decima stagione, Howard e Bernadette diventano genitori di una bambina che chiamano Halley, come la cometa, e lui sceglie Raj come padrino della piccola. Nell'undicesima stagione, Howard e Bernadette scoprono di aspettare un maschietto, notizia che non li renderà molto felici, e per questo, lui deciderà di sottoporsi ad una vasectomia. Dopo il parto decidono di chiamare il figlio Neil Michael: Neil come Armstrong, Gaiman e Diamond, Michael come il padre di Bernadette.